# Dino Morea
Dino Morea (hindi: दीनो मोरिया; ur. 9 grudnia 1975 w Bangalore, Indie z ojca Włocha) - indyjski model i aktor, znany z ról w Kandukondain Kandukondain i Raaz. Chrześcijanin. Był związany z Bipashą Basu).

## Filmografia
- Pyaar Mein Kabhi Kabhi (1999) – Sid
- Rozważne i romantyczne (2000) – Vinod
- Raaz (2002) – Aditya Dhanraj
- Gunaah (2002) – Aditya
- Baaz: A Bird in Danger (2003) – Raj Singh
- Sssshhh... (2003) – Rocky
- Tak bardzo cię kocham (2004) – Arjun
- Plan (2004) – Bobby
- Insaaf: The Justice (2004) – oficer Abhimanyu Singh
- Rakht: What If You Can See the Future (2004) – Sunny
- Chehraa (2005) – Akash
- Aksar (2006) – Rajveer
- Dzisiaj tańczę jutro kocham (2006) – Dino
- Julie (kannada) (2006) – Shashi
- Fight Club – Members Only (2006) – Karan
- Tom Dick And Harry (2006) – Tom
- Aap Ki Khatir (2006) – Danny
- Life Mein Kabhie Kabhiee (2007)
- Kabhi Bhi Kahin Bhi (2007)
- Sargna (2007)
- Om Shanti Om (2007) – gościnnie w piosence Deewangi Deewangi
- Gumnaam – The Unknown (2007) – Dev (Delayed)
- Deha (2007)
- Dus Kahaniyaan (2007)
- Bhram (2007)
- Anamika (2008)
- Heroes (hindi) (2008)